# IBM 407

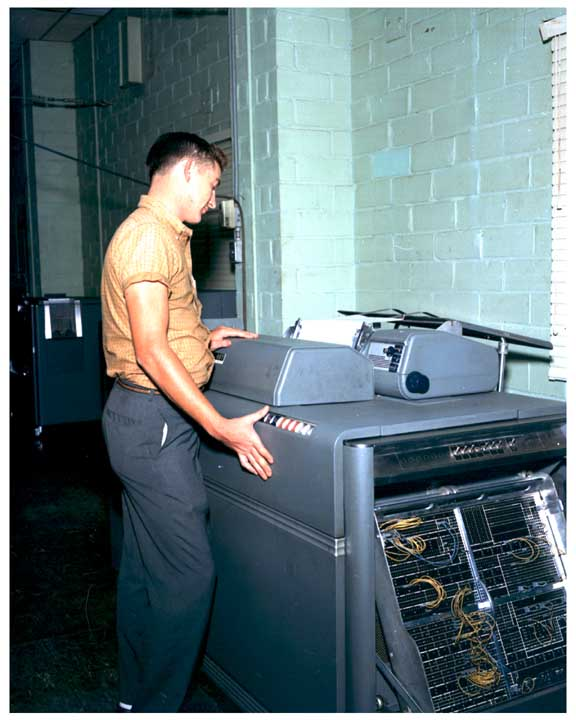
IBM 407 im Einsatz im US Army Redstone Arsenal (1961)

Die IBM 407 war eine 1949 eingeführte Tabelliermaschine. 

## Geschichte und Technik
Die Buchungsmaschine konnte automatisiert kaufmännische Aufgaben ausführen. Sie diente somit in Unternehmen ähnlichen Zwecken wie Computersysteme in der Gegenwart. Das Marketing für die IBM 407 wurde 1976 aufgegeben. Mit der Einführung der IBM 1401 im Jahr 1959 begann die Zeit der Mittleren Datentechnik, und die Tabelliermaschinen wurden sukzessive ersetzt. Nahezu gleichzeitig wie die IBM 407 wurde 1948 die IBM 604 eingeführt. Dabei handelt es sich um ein Mittelding zwischen einer Tabelliermaschine und einem Universalrechner.

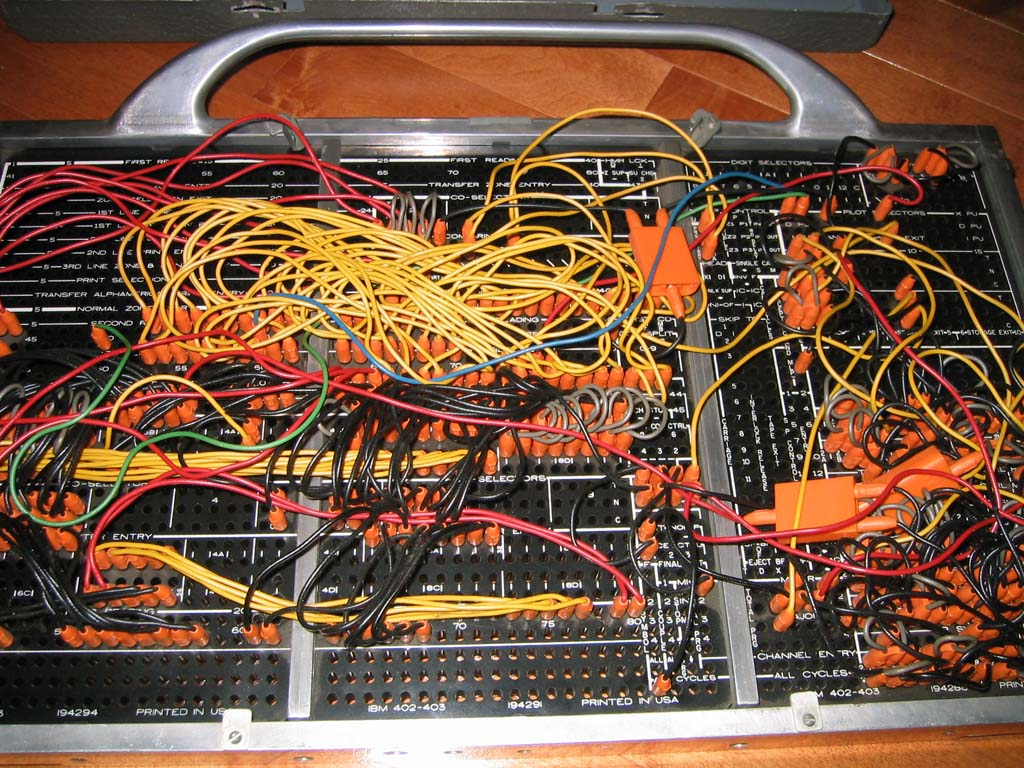
Stecktafel einer IBM-402-Tabelliermaschine

Die IBM 407 war die letzte und hochwertigste der völlig elektromechanischen Tabelliermaschinen von IBM. Sie hatte einen Lochkartenleser und einen Drucker integriert. Es existierten zwei Modellvarianten mit Lesegeschwindigkeiten von 100 respektive 150 Lochkarten pro Minute. Bei der Maschine konnten Verarbeitungsschritte programmiert werden wie Einlesen eines Lochkartenstapels, Addition der codierten Zahlen auf den Lochkarten etc. Die Programmierung geschah mit gesteckten Kabeln auf der Stecktafel. Die monatliche Miete für die Maschine betrug $800 bis $920.